# Asimina colorata
Asimina colorata är en kirimojaväxtart som beskrevs av Delaney. Asimina colorata ingår i släktet Asimina och familjen kirimojaväxter. Inga underarter finns listade i Catalogue of Life.